# Virginia Madsen
Virginia G. Madsen (sinh 11/09/1961) là một diễn viên Mỹ.

## Giải thưởng
Đề cử: Academy Awards

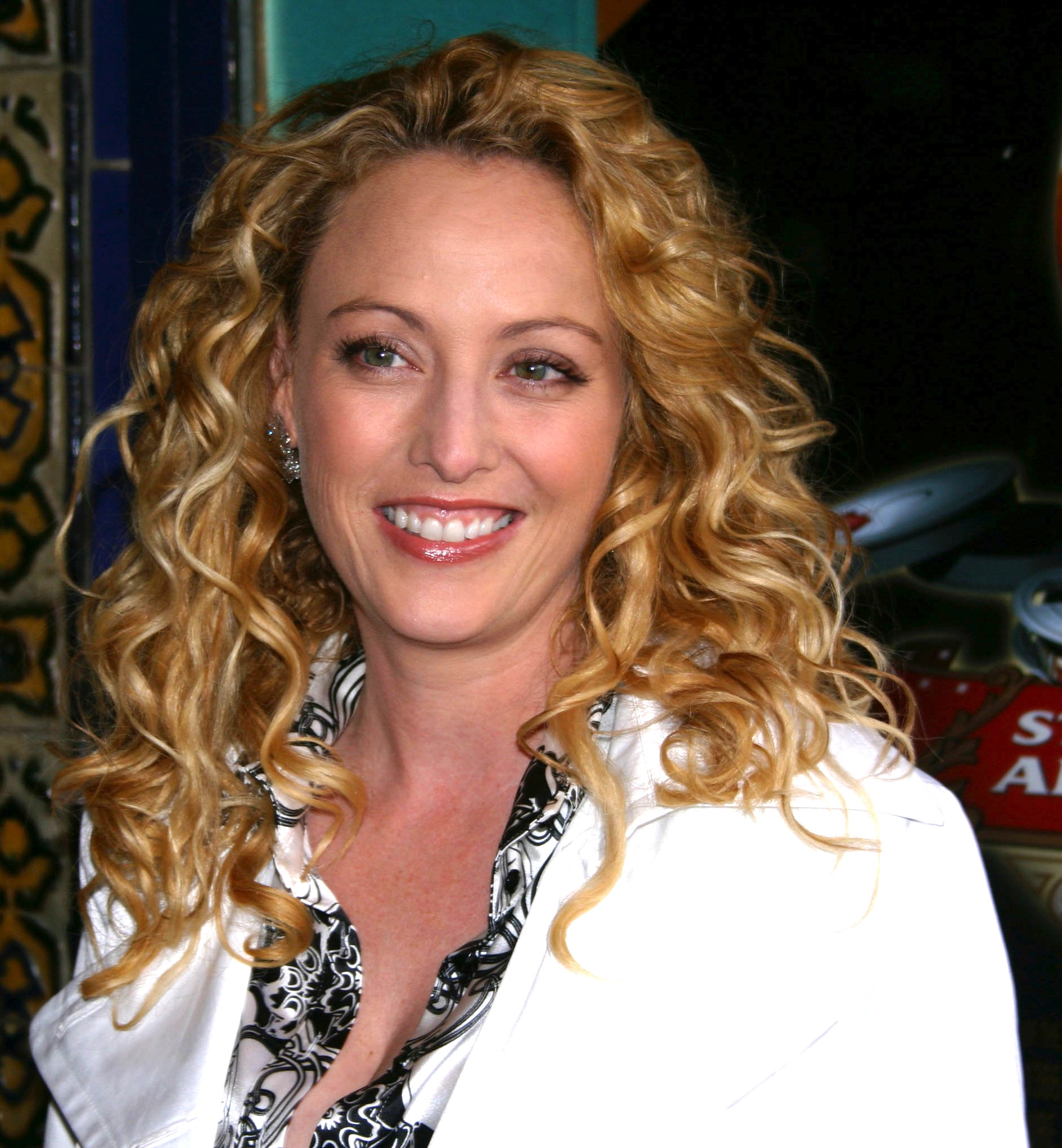
Madsen tại LHP San Francisco năm 2006

- Sideways (2004) – Nữ diễn viên phụ xuất sắc nhất

Đề cử: Golden Globes
- Sideways (2004) – Nữ diễn viên phụ xuất sắc nhất

Đoạt giải:
- Candyman (1992) – Nữ diễn viên chính xuất sắc nhất: Academy of Science Fiction, Fantasy & Horror Films.
- Sideways (2004) – Nữ diễn viên phụ xuất sắc nhất: Broadcast Film Critics Association Awards; Chicago Film Critics Association Awards; Dallas-Fort Worth Film Critics Association Awards; Los Angeles Film Critics Association Awards; New York Film Critics Circle Awards; and others.

## Danh mục phim
| Năm  | Tên phim                                     | Vai diễn                  | Ghi chú |
| ---- | -------------------------------------------- | ------------------------- | --- |
| 1983 | Class                                        | Lisa                      | |
| 1984 | Electric Dreams                              | Madeline Robistat         | |
| 1984 | Dune                                         | Princess Irulan           | |
| 1985 | Creator                                      | Barbara Spencer           | |
| 1986 | Fire with Fire                               | Lisa Taylor               | |
| 1986 | Modern Girls                                 | Kelly                     | |
| 1987 | Slam Dance                                   | Yolanda Caldwell          | |
| 1987 | Zombie High                                  | Andrea                    | |
| 1987 | Long Gone                                    | Dixie Lee Boxx            | |
| 1988 | Gotham                                       | Rachel Carlyle            | Đề cử - CableACE Award Award for Nữ diễn viên chính xuất sắc nhất in a Movie or Miniseries |
| 1988 | Mr. North                                    | Sally Boffin              | |
| 1988 | Hot to Trot                                  | Allison Rowe              | |
| 1989 | Third Degree Burn                            | Anne Scholes              | |
| 1989 | Heart of Dixie                               | Delia June Curry          | |
| 1990 | The Hot Spot                                 | Dolly Harshaw             | |
| 1991 | Victim of Love                               | Carla Simons              | |
| 1991 | Becoming Colette                             | Polaire                   | |
| 1991 | Highlander II: The Quickening                | Louise Marcus             | |
| 1991 | Ironclads                                    | Betty Stuart              | |
| 1992 | A Murderous Affair: Carolyn Warmus The Story | Carolyn Warmus            | |
| 1992 | Candyman                                     | Helen Lyle                | Avoriaz Fantastic Film Festival Award for Nữ diễn viên chính xuất sắc nhất Saturn Award for Nữ diễn viên chính xuất sắc nhất |
| 1994 | Caroline at Midnight                         | Susan Prince              | |
| 1994 | Blue Tiger                                   | Gina Hayes                | |
| 1995 | The Prophecy                                 | Katherine                 | |
| 1996 | Just Your Luck                               | Kim                       | |
| 1996 | Ghosts of Mississippi                        | Dixie DeLaughter          | |
| 1997 | The Rainmaker                                | Jackie Lemancyzk          | |
| 1998 | Star Trek: Voyager                           | Kellin                    | (1 episode) |
| 1998 | Ballad of the Nightingale                    |                           | |
| 1998 | Ambushed                                     | Lucy Monroe               | |
| 1999 | The Florentine                               | Molly                     | |
| 1999 | The Haunting                                 | Jane                      | |
| 2000 | Lying in Wait                                | Vera Miller               | |
| 2000 | Children of Fortune                          | Ingrid Bast               | |
| 2000 | After Sex                                    | Traci                     | |
| 2001 | Crossfire Trail                              | Anne Rodney               | Bronze Wrangler Award for Best Television Feature Film |
| 2001 | Full Disclosure                              | Brenda Hopkins            | |
| 2001 | Almost Salinas                               | Clare                     | |
| 2001 | Just Ask My Children                         | Brenda Kniffen            | |
| 2002 | Justice League                               | Dr. Sarah Corwin          | (4 episodes, 2002–06) |
| 2002 | American Gun                                 | Penny Tillman             | |
| 2003 | Artworks                                     | Emma Becker               | California Independent Film Festival Slate Award for Nữ diễn viên chính xuất sắc nhất |
| 2003 | Nobody Knows Anything!                       | Prison Lawyer             | |
| 2003 | CSI: Miami                                   | Krista Walker             | (1 episode) |
| 2003 | Tempted                                      | Emma Burke                | |
| 2004 | Sideways                                     | Maya                      | Boston Society of Film Critics Award for Best Cast Broadcast Film Critics Association Award for Best Cast Broadcast Film Critics Association Award for Nữ diễn viên phụ xuất sắc nhất Chicago Film Critics Association Award for Nữ diễn viên phụ xuất sắc nhất Chlotrudis Award for Nữ diễn viên phụ xuất sắc nhất Dallas-Fort Worth Film Critics Association Award for Nữ diễn viên phụ xuất sắc nhất Independent Spirit Award for Best Supporting Female Los Angeles Film Critics Association Award for Nữ diễn viên phụ xuất sắc nhất National Society of Film Critics Award for Nữ diễn viên phụ xuất sắc nhất New York Film Critics Circle Award for Nữ diễn viên phụ xuất sắc nhất Phoenix Film Critics Society Award for Best Cast San Francisco Film Critics Circle Award for Nữ diễn viên phụ xuất sắc nhất Screen Actors Guild Award for Outstanding Performance by a Cast in a Motion Picture Seattle Film Critics Award for Nữ diễn viên phụ xuất sắc nhất Southeastern Film Critics Association Award for Nữ diễn viên phụ xuất sắc nhất Toronto Film Critics Association Award for Nữ diễn viên phụ xuất sắc nhất Vancouver Film Critics Circle Award for Nữ diễn viên phụ xuất sắc nhất Washington D.C. Area Film Critics Association Award for Nữ diễn viên phụ xuất sắc nhất Đề cử - Academy Award for Nữ diễn viên phụ xuất sắc nhất Đề cử - Central Ohio Film Critics Association Award for Best Ensemble (2nd place) Đề cử - Golden Globe Award for Nữ diễn viên phụ xuất sắc nhất – Motion Picture Đề cử - Online Film Critics Society Award for Nữ diễn viên phụ xuất sắc nhất Đề cử - Satellite Award for Nữ diễn viên phụ xuất sắc nhất – Motion Picture Đề cử - Screen Actors Guild Award for Outstanding Performance by a Female Actor in a Supporting Role |
| 2004 | Brave New Girl                               | Wanda Lovell              | |
| 2005 | Scooby-Doo! in Where's My Mummy?             | Cleopatra                 | |
| 2006 | Smith                                        | Hope Stevens              | (7 episodes, 2006–07) |
| 2006 | Firewall                                     | Beth Stanfield            | |
| 2006 | A Prairie Home Companion                     | Dangerous Woman           | Đề cử - Broadcast Film Critics Association Award for Best Cast Đề cử - Gotham Award for best Ensemble Cast |
| 2007 | The Astronaut Farmer                         | Audrey 'Audie' Farmer     | |
| 2007 | Ripple Effect                                | Sherry                    | |
| 2007 | The Number 23                                | Agatha Sparrow / Fabrizia | |
| 2007 | Cutlass                                      | Robin                     | |
| 2007 | Being Michael Madsen                         |                           | |
| 2008 | Diminished Capacity                          | Charlotte                 | |
| 2009 | The Haunting in Connecticut                  | Sara Campbell             | Đề cử - Fangoria Chainsaw Award for Best Leading Actress |
| 2009 | Wonder Woman                                 | Queen Hippolyta           | |
| 2009 | Monk                                         | T.K. Jensen               | (3 episodes) |
| 2009 | Amelia                                       | Dorothy Binney            | (her scenes were cut) |
| 2010 | Father of Invention                          | Lorraine                  | |
| 2010 | Scoundrels                                   | Cheryl West               | |
| 2011 | Red Riding Hood                              | Suzette                   | |
| 2012 | Long Time Gone                               | Augusta                   | |
| 2012 | The Magic of Belle Isle                      | Mrs. O'Neil               | |
| 2012 | Hell on Wheels                               | Mrs. Durant               | |